# Мужчине живётся трудно. Фильм 12: Мой Тора-сан
«Мужчине живётся трудно. Фильм 12: Мой Тора-сан» (яп. 男はつらいよ　私の寅さん, отоко-ва цурай ё: ватаси-но тора-сан; другое название — «Тора-сан любит художника»; англ. Tora-san Loves an Artist (Tora-san 12) — японская комедия режиссёра Ёдзи Ямады, вышедшая на экраны в 1973 году. По результатам проката фильм посмотрели 2 млн. 419 тыс. японских зрителей, сборы от проката составили 1 миллиард 400 миллионов иен. Роль художницы Рицуко, очередного любовного интереса Тора-сана, исполнила популярнейшая звезда японского кинематографа Кэйко Киси.

## Сюжет
Младшая сестра Тора-сана Сакура приглашает своих родных: тётю Цунэ, дядю Тацудзо и супруга Хироси в четырёхдневную поездку на остров Кюсю (юго-запад Японии). Сакура организует дяде и тёте оплачиваемый отпуск, вознаграждая их за годы доброты, отданные заботе о ней и её брате Тора-сане, оставшихся без родителей. Всего за несколько часов до их полёта на Кюсю, в их дом в Сибамате заявляется Тора-сан, который не был проинформирован о внезапном отъезде родственников.
Хотя изначально он обижен и чувствует себя опустошённым, но неохотно соглашается присмотреть за домом и семейной лавкой сладостей при помощи Умато, владельца типографии по соседству и начальника Хироси. На Кюсю родня прекрасно проводят время, чем всё чаще раздражают Тора-сана, выраженное в бессвязных и дорогих междугородных телефонных звонках. В результате несносного поведения Тора-сана родственники были вынуждены прервать поездку раньше намеченного срока. Когда родня возвращается, Тора-сан, как это часто бывает, даёт им бой, но не бежит после него восвояси, а на этот раз остаётся в доме.
Позже Тора-сан встречает своего одноклассника по начальной школе Фумихико Янаги, ставшего успешным сценаристом на телевидении. Они вместе посещают сестру Фумихико — Рицуко, которую Тора-сан когда-то в детские годы беспощадно дразнил и обижал. Рицуко из состоятельной семьи, но оставила отчий дом, чтобы стать художницей, страдающей от бедности. Тоарадзиро регулярно посещает её студию и вскоре всем становится ясно, что он снова влюбился. Но, сердце Рицуко уже принадлежит другому…

## В ролях
- Киёси Ацуми — Торадзиро Курума (или Тора-сан)
- Тиэко Байсё — Сакура, сестра Торадзиро
- Кэйко Киси — Рицуко Янаги
- Такэхико Маэда — Фумэхико Янаги
- Масахико Цугава — коллекционер живописи, друг Рицуко
- Кунъитаро Каварадзаки — учитель Рицуко
- Гин Маэда — Хироси, муж Сакуры
- Хисао Дадзай — Умэтаро (босс Хироси)
- Тацуо Мацумура — Тацудзо, дядя Тора-сана
- Тиэко Мисаки — Цунэ, тётя Тора-сана
- Тисю Рю — священник
- Хаято Накамура — Мицуо Сува, сын Сакуры и Хироси, племянник Тора-сана
- Гадзиро Сато — Гэн
- Кунико Асихара — учительница Рицуко
- Ёсио Ёсида — Цурухатиро Бандо

## Премьеры
- — национальная премьера фильма состоялась 16 декабря 1973 года в Токио[2].
- — премьера в США 22 мая 1974 года[3].

## Награды и номинации
Премия журнала «Кинэма Дзюмпо» (1974)
- Номинация на премию за лучший фильм 1973 года, однако по результатам голосования занял лишь 11 место.

## Комментарии
1. ↑  Русское название «Тора-сан любит художника», встречающееся на некоторых русскоязычных сайтах в сети появилось от английского названия фильма в международном прокате — Tora-san Loves an Artist, однако в советском киноведении было принято упоминать о фильме в его переводе с японского оригинала